# Diana Șoșoacă
Diana Iovanovici-Șoșoacă (n. 13 noiembrie 1975, București, România) este o avocată română, senatoare în legislatura 2020-2024 și membră a Parlamentului European în legislatura 2024-2029, presedintele partidului S.O.S. România. Este cunoscută pentru mesajele ei controversate, inclusiv poziții antivacciniste și retorică eurosceptică, având o prezență semnificativă pe rețelele de socializare.  Candidatura sa la alegerile prezidențiale din 2024 și din 2025 a fost respinsă de CCR și BEC.

## Biografie
Diana Șoșoacă a declarat că bunicii ei paterni sunt originari din Skopje, Macedonia de Nord. Are o experiență îndelungată în domeniul avocaturii și a absolvit un master în dreptul afacerilor. A fost consilier personal pe probleme juridice al ministrului delegat pentru comerț, Eugen Dijmărescu. A susținut că a avut oportunitatea să lucreze pentru o perioadă în Canada la Ministerul Justiției, dar a ales să se întoarcă în România.
Diana Șoșoacă este căsătorită cu Dumitru-Silvestru Șoșoacă și are doi copii, dar se află în proces de divorț. A avut două mariaje anterioare.
Cristian Tudor Popescu susține că diferența dintre ea și Călin Georgescu este că ea nu este nebună, dar ambii sunt ostili intereselor României.

## Activitate politică
Pe 10 februarie 2021, Diana Iovanovici-Șoșoacă a fost exclusă din grupul parlamentar al partidului AUR din motive de indisciplină. La acel moment, Ninel Peia, președintele Partidului Neamului Românesc, a declarat că Șoșoacă fusese aleasă pe listele AUR pe baza unui protocol semnat între cele două partide. Senatorii partidului AUR, Claudiu Târziu și Sorin Lavric, au propus excluderea sa pe motiv că nu respecta strategia partidului. La 30 mai 2022, s-a alăturat S.O.S. România, un partid fondat în noiembrie 2021.
De asemenea, Diana Soșoacă susține retragerea României din Uniunea Europeană și are o retorică anti-imigrație. În februarie 2023, a acuzat Statele Unite ale Americii că ar fi provocat cutremurele din Turcia și Siria cu o armă seismică.

### Relația cu Rusia
Șoșoacă a fost criticată în mass-media românească pentru legăturile sale cu Rusia. Agenția de presă rusă Sputnik a catalogat-o drept „politicianul anului 2021 în România”. În aprilie 2021, a cerut scuze ambasadei Rusiei pentru un banner afișat la un protest. În aprilie 2022, în timpul războiului din Ucraina, a făcut afirmații considerate a fi propagandă prorusă.
În iulie 2024, au fost publicate mesaje postate pe Telegram de susținătorii ei, în care se exprimau idei extremiste și conspiraționiste, inclusiv susținerea pentru Vladimir Putin.

### Incidentul cu jurnalista italiană
La 12 decembrie 2021, Șoșoacă a avut un incident cu jurnalista italiană Lucia Goracci, în care a acuzat că a fost ținută captivă și a solicitat ștergerea înregistrărilor. Situația s-a încheiat după intervenția ambasadei Italiei.

### Poziția în războiul din Ucraina și Israel-Hamas
În martie 2022, Șoșoacă s-a întâlnit cu ambasadorul rus la București pentru a discuta despre neutralitatea României în contextul invaziei. A fost apreciată de grupuri proruși și a propus în 2023 un proiect de lege pentru anexarea unor teritorii din Ucraina, ceea ce a dus la sancțiuni din partea Ucrainei.
La 21 noiembrie 2023, a întrerupt o ședință secretă a Parlamentului României, adoptând o poziție pro-Palestina și susținând că Israelul comite crime de război. În timpul unui eveniment de ziua prieteniei România-Israel în Parlamentul României, se presupune că a strigat „Trăiască Garda” în semn de protest, făcând referire la Garda de Fier.

### Activități din Parlamentul European
În iunie 2024, Diana Șoșoacă a fost aleasă membru al Parlamentului European. Ea a sugerat ca Parlamentul să fie „binecuvântat” și „purificat” de un preot. În prima zi a sesiunii plenare de la Strasbourg, Șoșoacă și-a acoperit fața cu o botniță în semn de dezacord în timpul discursului de deschidere al Ursulei von der Leyen. Ulterior, ea a protestat zgomotos atunci când eurodeputata franceză Valérie Hayer a sugerat ca dreptul la avort să fie inclus în Carta Drepturilor Fundamentale a UE. După ce a întrerupt de mai multe ori discursul lui Hayer, ea a fost escortată în afara sălii.
În iulie 2024, în timpul unei dezbateri în Parlamentul European privind candidatura președintei Ursula von der Leyen, Diana Șoșoacă a fost evacuată din plen, joi dimineața, după ce a provocat un scandal major. Printre altele, a afirmat că are dreptul să facă orice dorește, invocând votul primit din partea românilor, și a acuzat-o pe von der Leyen că ar fi fost responsabilă de moartea unor oameni în timpul pandemiei de COVID-19.

### Respingerea candidaturii la Președinția României
Pe 5 octombrie 2024, Curtea Constituțională a României a anulat înregistrarea candidaturii Dianei Iovanovici-Șoșoacă la alegerile prezidențiale, iar ea a acuzat implicarea evreilor, ceea ce a condus la autosesizarea Parchetului General. La 7 octombrie 2024, Curtea a respins contestația ei.